# 神仙南美南極魚
神仙南美南極魚為輻鰭魚綱鱸形目南極魚亞目南極魚科的其中一種，分布於阿根廷、智利及福克蘭群島海域，體長可達11公分，為底棲性魚類，屬肉食性，生活習性不明。

## 擴展閱讀
維基物種上的相關：神仙南美南極魚